# Regenwasserversickerung

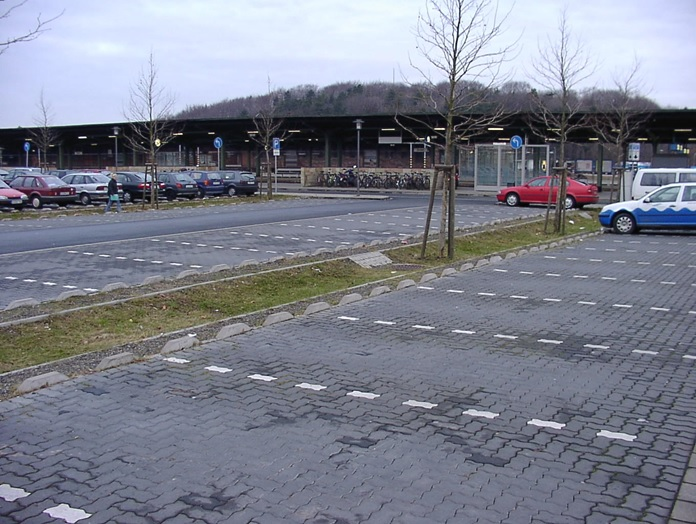
Regenwasserversickerung P+R-Parkplatz Bahnhof Goslar: Soweit das Wasser nicht bereits auf den Pflasterflächen versickert, versickert es in der Rigole zwischen den Parkplätzen oder wird in der Mulde dazwischen zwischengespeichert

Versickerung bezeichnet in der Wasserwirtschaft das Einbringen von Niederschlagswasser (Regen, Hagel, Schnee) über Versickerungsanlagen in den Untergrund. Hierbei kann das Sickerwasser auch belastet sein.
Die Einbringung von belastetem Niederschlagswasser kann auch als Verrieselung bezeichnet werden. Das Versickern von belastetem, zu behandelndem Wasser (meist vorbehandeltes Schmutzwasser) in den Untergrund erfolgt meist nach einer entsprechenden Reinigung in einer Rieselstrecke (Sickerstrecke).
Die natürliche Versickerung von Niederschlagswasser heißt Infiltration. Wenn Flusswasser besonders schnell versickert, wird dies auch Versinkung genannt.

## Beschreibung
Die Versickerung wird insbesondere zur Ableitung von Oberflächenwasser aus Siedlungsräumen und Verkehrsflächen verwendet. In der Entsorgungstechnik wird dieses Verfahren auch deshalb eingesetzt, um einer Verminderung der Grundwasserneubildung durch die Flächenversiegelungen entgegenzuwirken und dem natürlichen Wasserkreislauf nahezukommen. Voraussetzung für eine Versickerung von Oberflächenwasser ist eine ausreichende Durchlässigkeit des Bodens.
Schon bevor der Niederschlag auf die Dach-/Erdoberfläche trifft, reichert er sich durch Feinstpartikel und Aerosole aus der Atmosphäre mit Stoffen an. Weiterhin können Niederschläge durch Abschwemmungen von belasteten Oberflächen (wie z. B. Radabrieb, Bremsstaub und Leckverluste auf Straßen sowie Ionen von Metalldächern) Schadstoffe mitführen. Vor der Versickerung ist das Wasser daher gegebenenfalls vorzureinigen bzw. die Versickerung durch eine bakterienreiche Humusschicht (belebte Bodenzone unter einer Grasnarbe) zu leiten. Im Boden dürfen sich keine Altlasten befinden. Die Anforderungen sind im Merkblatt DWA-M 153 (Handlungsempfehlungen zum Umgang mit Regenwasser) beschrieben. Dabei unterscheidet man zwischen Filteranlagen, Sedimentationsanlagen, Bodenpassage und chemisch-physikalischen Verfahren. Grundsätzlich sind immer kleinere dezentrale Versickerungsanlagen mit Oberbodenpassage allen anderen vorzuziehen.

## Versickerungsanlagen
In Deutschland sind die Anforderungen an Versickerungsanlagen (für Niederschlagswasser) im DWA-Arbeitsblatt-A 138 Planung, Bau und Betrieb von Anlagen zur Versickerung von Niederschlagswasser der Deutschen Vereinigung für Wasserwirtschaft, Abwasser und Abfall e. V. (DWA) festgelegt. (ISBN 3-937758-66-6 Stand April 2005). Derzeit befindet sich dieses in der Überarbeitung, ein Entwurf aus dem Jahr 2020 liegt bereits vor.
Das Arbeitsblatt A 138 unterscheidet
- Becken-Versickerung
- Flächen-Versickerung
- Mulden-Versickerung
- Mulden-Rigolen-Versickerung bzw. Mulden-Rigolen-System (Mulde mit Notüberlauf in die Rigole)
- Rigolen-Versickerung
- Rohr-Rigolen-Versickerung
- Schacht-Versickerung (z. B. per Sickergrube)

Auf Grundlage des Verhältnisse zwischen angeschlossener versiegelten Fläche Au und der Sickerfläche AS wird in diesem Arbeitsblatt differenziert zwischen:
- breitflächiger Versickerung mit Au : As ≤ 5
- dezentraler Versickerung mit 5 < Au : As ≤ 15
- zentraler Versickerung mit 15 < Au : As ≤ 50

### Becken-Versickerung

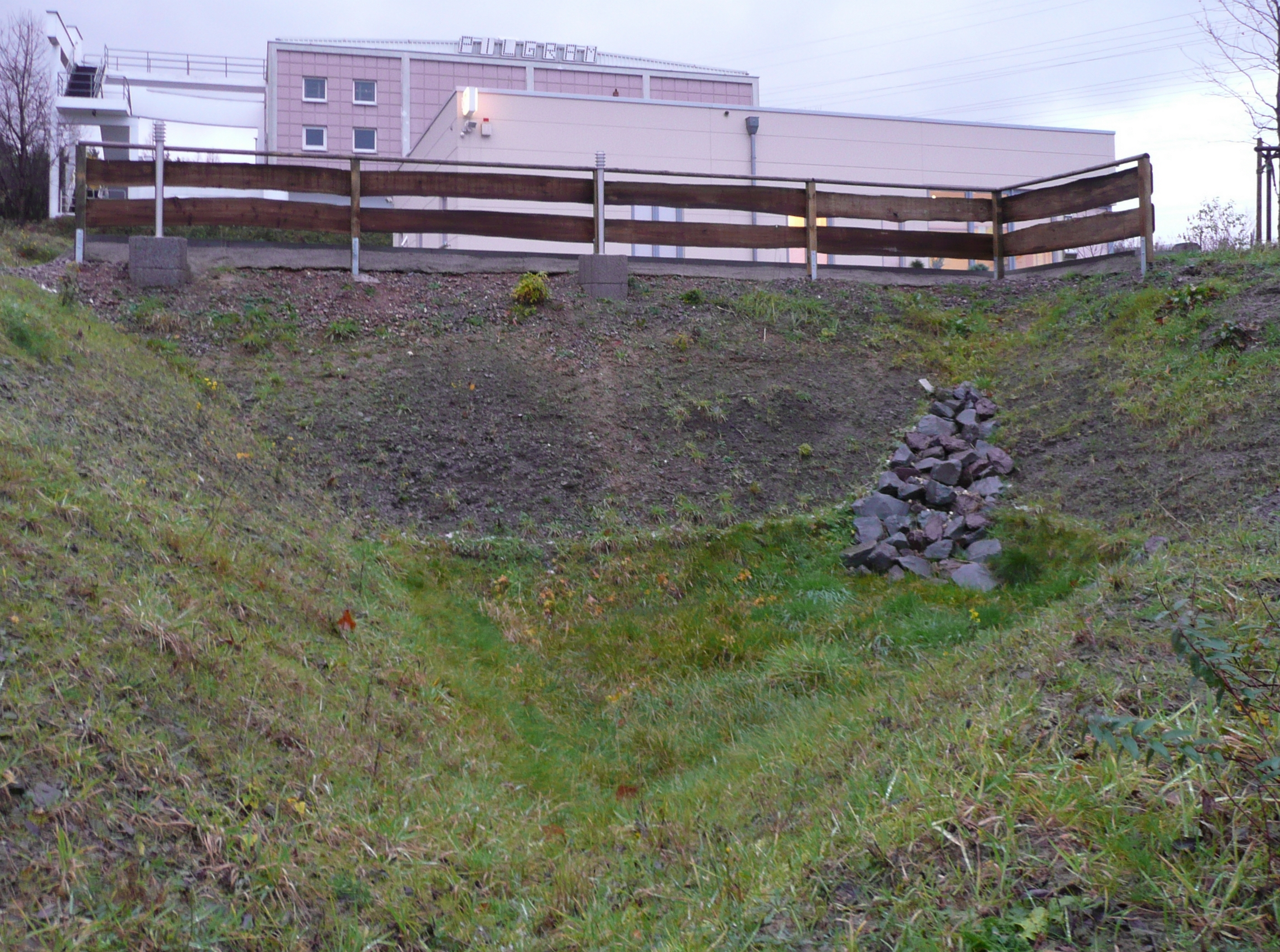
Regenwassersickerbecken

Diese Form der Versickerung folgt dem Funktionsprinzip der Versickerungsmulde, jedoch ist das Verhältnis zwischen angeschlossener und versickerungswirksamer Fläche hier im Regelfall deutlich größer als bei der Versickerungsmulde. Im Entwurf des DWA Arbeitsblattes A-138-1 von 2020 werden Versickerungsbecken aus diesem Grund als zentrale Versickerungsanlagen klassifiziert.
Aufgrund des hohen Verhältnisses der angeschlossenen undurchlässigen Fläche zur mittleren versickerungswirksamen Fläche ist die hydraulische Belastung auf die Versickerungsfläche sehr hoch. Daher sollte eine rasche Entleerung des Beckens angestrebt werden. Diese wird durch eine ausreichende Durchlässigkeit des Untergrundes, in der Regel mit einem Durchlässigkeitsbeiwert kf ≥ 1 ⋅ 10−5 m/s, erzielt. Die hohe Konzentration kann des Weiteren zur Selbstabdichtung des Beckens durch mitgeführte Feinstoffe führen. Um dem vorzubeugen, kann dem Versickerungsbecken eine Sedimentationsanlage bzw. ein Absetzbecken vorgeschaltet werden, welche den Eintritt dieser Stoffe in das Versickerungsbecken selbst verhindert. Laut Regelwerk ist es ebenfalls möglich, Becken mit abgedichteter Sohle herzustellen, dann wird lediglich über die Böschungsflächen versickert.
Der Abfluss der befestigten Fläche wird hier in der Regel über Rohrleitungen in das Versickerungsbecken geleitet. Daher erfolgt der Zulauf in entsprechender Tiefe. Die daraus resultierende Gesamttiefe des Beckens verhindert eine Nutzung der Fläche außerhalb der Regenzeiten. Des Weiteren sollten Versickerungsbecken gesichert werden, um die Sicherheit von Menschen zu garantieren. Alternativ zur unterirdischen Zuleitung kann diese auch, in Abhängigkeit vom Gefälle, oberirdisch geschehen.
Weiterhin kann der Uferbereich einer Teichanlage zur Versickerung genutzt werden. Bei der Auslegung der Anlagen ist zu beachten, dass der Anfall des Niederschlagswassers diskontinuierlich ist und daher auch Speichereinrichtungen sinnvoll sein können, um mit kleinen Versickerungsflächen auszukommen.
Die Versickerung kann auch bei der künstlichen Anreicherung des Grundwassers zur Nutz- und Trinkwassergewinnung angewandt werden.
In Nordrhein-Westfalen und einigen, vor allem ländlichen Gegenden ist es gesetzlich vorgeschrieben, anfallendes Regenwasser auf dem eigenen Grundstück versickern zu lassen. Einerseits soll dadurch der Grundwasserhaushalt erhalten und die Kanalisation bei Regenereignissen entlastet werden. Weiterhin treten bei Starkregen geringere Über- und Rückstauerscheinungen auf.
Auch in den österreichischen Bauordnungen ist großteils vorgesehen, das Regenwasser am eigenen Grundstück versickern zu lassen, um die Schmutzwasserkläranlagen nicht unnötig zu belasten.

### Flächenversickerung
Bei der Flächenversickerung handelt es sich um die Art der oberflächlichen Versickerungen, welche den natürlichen Umständen am ehesten simuliert. In der Regel geschieht diese im Seitenbereich der zu entwässernden Fläche über bewachsenen Oberboden. Bei dieser Art der Versickerung wird kein Abfluss zwischengespeichert, sondern direkt großflächig in den Untergrund filtriert.
Befestigte Oberflächen, welche eine Durchlässigkeit aufweisen, sowie z. B. Pflasterflächen mit weiten Fugen gelten grundsätzlich nicht als Anlagen der Flächenversickerung. Dies ist dem Umstand geschuldet, dass solche Flächen einem Alterungsprozess unterliegen und die Versickerungsleistung im Laufe der Zeit abnimmt und sich Fugen, Poren und Ähnliches durch den Eintrag verschiedener Feinanteile zusetzen können. Die Menge des Niederschlags, welche trotzdem durch die befestigte Fläche versickert, wird dabei mit dem jeweiligen Abflussbeiwert berücksichtigt, im Vergleich zu undurchlässigen Flächen fallen diese deutlich geringer aus.
Im Entwurf des DWA Arbeitsblatts A 138-1 von 2020 ist hier eine Neuerung vorzufinden. Durchlässige Flächenbeläge können als Flächenversickerungsanlagen angesehen werden, wenn eine bauaufsichtliche Zulassung des Deutschen Institutes für Bautechnik (DIBt) vorliegt, welche eine Versickerungsleistung von 270 l/(s・ha) und die Möglichkeit der Reinigung nachweist. Diese Arten von durchlässigen Befestigungen sollten nicht in Verkehrsflächen mit hohem Schwerverkehrsanteil verwendet werden, sondern sie werden hauptsächlich für Parkstände, Geh- und Radwege und Straßen mit geringem Verkehrsaufkommen empfohlen.
Vorteile dieser Entwässerungstechnik sind dabei die einfache Herstellung und Pflege. Des Weiteren kann die Versickerungsfläche außerhalb Zeiten des Regens anderweitig genutzt werden. Im Gegensatz dazu steht die hohe Anforderung an die Durchlässigkeit und der hohe Platzbedarf aufgrund nicht vorhandener Speicherkapazitäten. Werden im Untergrund Durchlässigkeiten von kf= 1 × 10−4 m/s unterschritten, so kann die Flächenversickerung den Ansprüchen nicht gerecht werden und eine Form der Zwischenspeicherung ist notwendig.

### Muldenversickerung
Bei Versickerungsmulden handelt es sich um begrünte Vertiefungen im Boden, welche einen Rückhalt und eine Speicherung des Abflusses der angeschlossenen befestigten Flächen zulassen. Die Versickerung geschieht über die Grund- sowie die Seitenflächen der Anlage.
Die Flächen lassen neben der Versickerungswirkung auch eine Bepflanzung mit verschiedenen Vegetationsformen zu. Mulden sind in der Regel zwischen 1,0 und 2,5 m breit und bis zu 30 cm tief. Die Tiefe darf dabei jedoch nicht mehr als ein Fünftel der Breite betragen.
Versickerungsmulden finden meist Anwendung, wenn die Durchlässigkeit des Untergrundes nicht für eine Flächenversickerung ausreicht. Durch die Speicherkapazität der Mulde kann die Zeit der Versickerung über die Dauer des Regenereignisses hinaus verlängert und die zur Verfügung stehende Fläche effektiver genutzt werden. Die Speicherung sollte nicht zu langen Einstauzeiten führen, da dadurch die Gefahr der Verdichtung und Verschlickung der Muldenfläche deutlich erhöht wird. Um die Einstaudauer gering zu halten, ist eine maximale Einstauhöhe in der Mulde auf 30 cm zu begrenzen.
Versickerungsmulden haben im Vergleich zur Flächenversickerung weiter gefasste Einsatzmöglichkeiten, da der Platzbedarf, sowie die Anforderungen an die Durchlässigkeit des Bodens geringer sind. Ein weiterer Vorteil sind die hohe Betriebssicherheit, da die Funktion der Versickerungsanlage, wie auch die Flächenversickerung, durch Beobachtung kontrolliert werden kann. Weiterhin sind Erstellung und Pflege ebenfalls einfach und kostengünstig. Von Nachteil gegenüber der Flächenversickerung ist hier, dass die beanspruchte Fläche aufgrund der Form der Versickerungsmulde unter Umständen in ihrer Nutzbarkeit, auch außerhalb der Regenzeit, eingeschränkt wird.

### Mulden-Rigolen-Versickerung

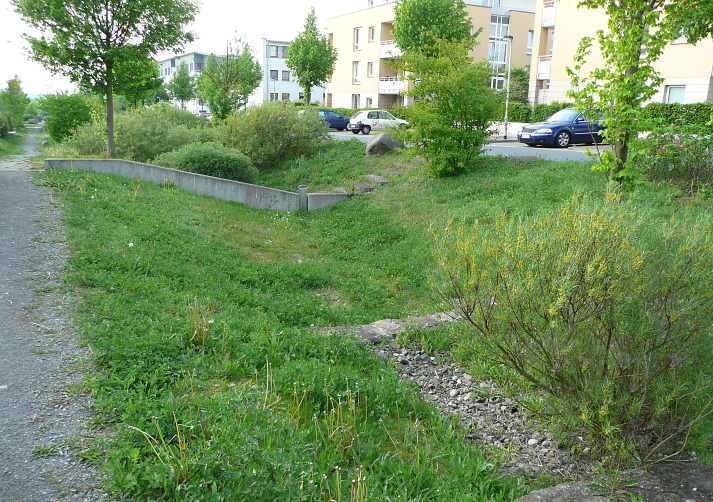
Mulden-Rigolensystem in der EXPO-Siedlung am Kronsberg in Hannover

Das Mulden-Rigolen-Element (M-R-E) kombiniert die Techniken der Mulden- und Rigolenversickerung. Hier werden Versickerungsmulde und Rigole vertikal übereinander angeordnet. Ziel ist es, eine große Speicherkapazität mit einem geringen Flächenverbrauch und der Reinigungsleistung der belebten Oberbodenzone zu kombinieren. Das Mulden-Rigolen-Element bietet dabei zwei separate Speicher für das Regenwasser.
Im Regenereignis wird das abfließende Niederschlagswasser in die Mulde eingeleitet, dort zwischengespeichert und durch die belebte Oberbodenzone versickert. Aufgrund der vertikalen Anordnung der beiden Elemente erreicht das Wasser anschließend den Speicherraum der Rigole. Während sich die Rigole mit dem Niederschlagswasser füllt, entleert sich die Mulde und regeneriert ihr Speichervolumen für möglicherweise nachfolgende Regenereignisse. Aus der Rigole versickert das Niederschlagswasser in den Untergrund.
Um Verschmutzungen der Rigole vorzubeugen, sollten keine Abflüsse direkt in die Rigole eingeleitet werden. Im Falle, dass der Regen das Bemessungsereignis der Versickerungsmulde überschreitet und diese somit überstauen würde, können Überläufe zwischen der Mulde und der Rigole hergestellt werden. Die geringe Überlaufmenge, welche nicht durch die Bodenpassage gereinigt wird, ist dabei in der Regel unbedenklich, hinsichtlich der Verschmutzung der Rigole. Langen Einstauzeiten in der Mulde wird durch diese Technik ebenfalls vorgebeugt, da das Füllmaterial zwischen Mulde und Rigole in der Bauphase den Ansprüchen an die Versickerungsleistung angepasst werden kann.
Werden mehrere M-R-Es miteinander in Reihe oder parallel verbunden, so wird von einem Mulden-Rigolen-System (M-R-S) gesprochen. Hier wird der Anteil des Niederschlagswassers, welcher trotz der Zwischenspeicherung in der Mulde und Rigole nicht versickern kann, abgeleitet. Der Abfluss durchfließt dabei mehrere Mulden-Rigolen-Elemente, bis die Einleitung in das Kanalisationssystem geschieht. Durch die Speicherfunktion der einzelnen MREs und dem in der Regel gedrosselten Abfluss aus dem System kann die nachgeschaltete Kanalisation kleiner dimensioniert werden als bei einer herkömmlichen Ableitung.

### Rigolen-Versickerung
Die Rigole ist eine Technik der dezentralen Versickerung, bei welcher unterirdischer Speicherraum für den Abfluss geschaffen wird. Die Versickerung geschieht über die Grund- und Seitenflächen der Anlage. Das zu versickernde Regenwasser kann jedoch im Regelfall nicht durch die Anlage selbst gereinigt werden, da keine Passage durch reinigende Schichten geschieht.

### Schacht-Versickerung
Bei der Schachtversickerung wird der Niederschlagsabfluss über Rohrleitungen in einen in den Boden eingelassenen Schacht geleitet und dort zwischengespeichert, um anschließend zu versickern. Im Arbeitsblatt DWA-A 138 werden zwei Typen von Versickerungsschächten beschrieben. Der Typ A weist dabei, zusätzlich zum offenen Boden mit Filterschicht, Öffnungen oberhalb der Schachtsohle auf, durch welche das gesammelte Niederschlagswasser austreten kann. Für den Einsatz wird eine Abflussbehandlungsanlage vor dem Zulauf gefordert. Der Typ B weist keine seitlichen Durchtrittsöffnungen auf, es wird ausschließlich über die Grundfläche versickert. Für die Reinigung sorgt hier eine Filterschicht, für deren Aufbau ein karbonhaltiger Sand empfohlen wird.

## Errichtung
Vor dem Bau einer Versickerungsanlage sollte der anstehende Boden auf seine Versickerungsfähigkeit (kf- bzw. Durchlässigkeitsbeiwert) untersucht werden. Sand und Kies sind sehr wasserdurchlässig, Schluff und Ton stauend bzw. abdichtend. Um eine Versickerung gewährleisten zu können, muss ein kf-Wert von mindestens 1·10−6 m/s in der ungesättigten Bodenzone erreicht werden. Der Durchlässigkeitsbeiwert sollte jedoch nicht größer als 1·10−3 m/s sein, da die Infiltration durch die Bodenschichten bei Überschreitung dieses Wertes keinen Stoffrückhalt gewährleisten kann. Ist dies nicht gegeben, so muss über alternative Entwässerungsverfahren nachgedacht werden.
Vor dem Bau einer Versickerungsanlage muss ferner die Höhe des Grundwassers bekannt sein, da eine Versickerungsstrecke von mindestens 1 m bis zum mittleren höchsten Grundwasserstand (MHGW) gewährleistet sein muss. Ist eine ausreichende Reinigung nachgewiesen bzw. der Abfluss nicht verunreinigt, kann dieser Abstand auf bis zu 0,50 m gesenkt werden.
Meistens sind Versickerungsanlagen wie Mulde und Mulde-Rigole auf privaten Wohngrundstücken genehmigungsfrei. In einigen Bundesländern ist eine Genehmigungsfreiheit dann gegeben, wenn eine Wassermenge von 8 m³ pro Tag nicht überschritten und die Versickerung über die belebte Bodenzone (Grasnarbe und Mutterboden von mindestens 10 cm) erfolgt. Für Versickerungsanlagen auf gewerblich genutzten Grundstücken und im öffentlichen Raum ist eine wasserrechtliche Erlaubnis der Unteren Wasserbehörde erforderlich.

## Internationale Projekte
Die indische NGO Watershed Organisation Trust hat sich auf darauf spezialisiert, in ländlichen Gebieten die Abflussgeschwindigkeit des Regenwassers zu verringern und so die Versickerung zu steigern. Ermöglicht wird dies durch auf Geländemodellen (GIS) basierenden Terrassierungen, Geländebefestigung durch geeignete Pflanzungen und Aufstauen der Abflussrinnen im kleinen Maßstab.